# 岩田泉未
岩田 泉未（いわた いずみ、1988年1月21日 - ）は、近畿地方を拠点に活動している日本のタレント。パートナーズ・プロ所属。愛称はいずみん、あるいはいづみん。
大阪府大阪市出身。大阪芸術大学放送学科アナウンスコース卒業。

## 出演

### テレビ番組
- 中央競馬中継WEST（グリーンチャンネル）
- てれびDEぱど 〜南大阪あちこちウオッチ〜（J:COM関西 堺局）
- 姫路のひろば（サンテレビ）
- 海峡のまち明石（明石ケーブルテレビ）
- ぽじポジたまご（KBS京都） - 水曜リポーター
- eo光ニュースK（K-CAT） - リポーター
- 西はりまサタデー9（サンテレビ）
- ひるカフェ（サンテレビ）
- 週末ココいこっ！おっ！サンなび（サンテレビ）
- キニナリーノ!（朝日放送、 - 2012年3月） - アシスタント[6]
- ゆうドキッ!（奈良テレビ） - 「せんとくん通信」リポーター
- 中央競馬全レース中継（グリーンチャンネル） - 西・パドックアナウンサー[7]
- ブカツde部活（明石ケーブルテレビ）
- みやびじょんワイド（J:COM 京都みやびじょん、2012年4月 - 2016年6月[3]） - リポーター

### ラジオ番組
- PEACE!（FM OSAKA） - アシスタント、リポーター
- Mashup!（FM OSAKA） - 月曜・火曜リポーター[5]
- スカッシュ!（FM OSAKA、2010年10月 - 2012年3月） - 月曜・火曜DJ
- charge!（e-radio、2013年4月 - 2018年3月） - 火曜パーソナリティ
- Go! Go! Weekend（e-radio）
- Trunk! 〜土曜6時はeラジMU・SU・ME〜（e-radio、2015年4月[8] - 2016年3月[9]）
- 堀内圭三の祇園恋物語 → ホリー＆春さんの祇園恋物語（KBS京都ラジオ、2016年1月 - 2017年6月）
- 拡散希望!! 三上たかしのツブヤキ!!（KBS京都ラジオ、2017年10月 - 2018年6月）

### ネット配信番組
- UMEHAN CIRCUS（ソラトニワ梅田）